# Ana Walgode
Ana Luísa Walgode (Mafamude, Vila Nova de Gaia, 1997) é uma patinadora artística portuguesa galardoada, que foi nomeada para Prémio “Desportista do Ano” na categoria "Atleta Feminino" 2021 pela Confederação do Desporto de Portugal.

## Biografia
Ana Walgode nasceu a 31 de dezembro de 1997, em Mafamude (Vila Nova de Gaia, Portugal).
Walgode começou a praticar desporto na Académica de Espinho, onde praticava hóquei em patins, ginástica ritmíca e trampolins. Com 7 anos iniciou a prática de patinagem artística na Associação Desportiva de Argoncilhe, em Santa Maria da Feira, juntamente com o irmão Pedro Walgode na altura com 10 anos, clube que representaram durante 3 anos.
Em 2013, Ana começou a formar par artístico com o irmão, na Rolar Matosinhos – Associação Desportiva, sendo atleta deste clube no ano 2021, ano em que foi nomeada “Desportista do Ano” na categoria "Atleta Feminino" pela Confederação do Desporto de Portugal.
Além da patinagem artística, Walgode estudou Mestrado Integrado em Bioengenharia, na Faculdade de Engenharia da Universidade do Porto.

## Palmarés
São diversos os galardões e reconhecimentos obtidos por Ana Walgode.
2019
- Medalha de prata na prova de Pares de Dança Sénior no World Roller Games (Barcelona, Espanha).

- Medalha de prata na prova individual de Solo Dance Sénior Femininos no World Roller Games (Barcelona, Espanha).

- Prata no Campeonato da Europa Pares Seniores.

- Prata no Campeonato Europa Solo Dance Seniores.

2018 - Campeã da Europa em Pares Seniores.
2017 - Medalha de prata na prova individual de Solo Dance Sénior Femininos no World Roller Games (Nanjing, China), tornando-se a primeira mulher em Portugal a conseguir uma medalha, nesta categoria e neste campeonato.
2016 - Campeã da Europa em Solo Dance Júnior.
2015
- Medalha de bronze na prova de Pares de Dança Sénior no World Roller Games (Colômbia), tornando-se a primeira dupla portuguesa a conseguir uma medalha, nesta categoria e neste campeonato.

- Campeã da Europa Solo Dance (Ponte di Legno, Itália);

- Campeã da Europa Pares de Dança Sénior (Ponte di Legno, Itália);

2014 - 1º Lugar Taça Europa – Solo Dance – Juvenil.